# Lonely and Blue
Sings Lonely and Blue è il secondo album in studio del cantautore e chitarrista statunitense Roy Orbison, pubblicato nel 1961.

## Tracce
Lato 1
1. Only the Lonely – 2:26 (Roy Orbison, Joe Melson)
2. Bye Bye Love – 2:14 (Felice and Boudleaux Bryant)
3. Cry – 2:41 (Churchill Kohlman)
4. Blue Avenue (March 25, 1960) – 2:20 (Roy Orbison, Joe Melson)
5. I Can't Stop Loving You – 2:43 (Don Gibson)
6. Come Back To Me (My Love) – 2:27

Lato 2
1. Blue Angel – 2:51 (Roy Orbison, Joe Melson)
2. Raindrops – 1:53 (Joe Melson)
3. (I'd Be) A Legend in My Time – 3:08 (Don Gibson)
4. I'm Hurtin' – 2:43 (Roy Orbison, Joe Melson)
5. Twenty-Two Days – 3:07 (Gene Pitney)
6. I'll Say It's My Fault – 2:21 (Roy Orbison, Fred Foster)